# Paradesmodora punctata
Paradesmodora punctata är en rundmaskart som beskrevs av Gerlach 1963. Paradesmodora punctata ingår i släktet Paradesmodora och familjen Desmodoridae. Inga underarter finns listade i Catalogue of Life.